# Gerásimo I de Constantinopla
Gerásimo I de Constantinopla (em grego: Γεράσιμος Α΄) foi o patriarca grego ortodoxo de Constantinopla entre 1320 e 1321. Em 21 de março de 1320 ele sucedeu a João XIII Glykys, que abdicou, mas já era um monge muito idoso e faleceu em 20 de abril de 1321.